# Antenorkorè
De Antenorkorè is een laat-archaïsch marmeren beeld van een meisje (korè), daterend uit circa 525 - 500 v.Chr. Het is vernoemd naar de beeldhouwer Antenor, wiens naam op de basis staat vermeld. Het werk maakt het deel uit van de collectie van het Akropolismuseum.

## Herkomst
De Antenorkorè werd in verschillende fragmenten teruggevonden tijdens opgravingen op de Akropolis van Athene. Het onderste deel van het beeld en de linkerarm werden in 1882 ten oosten van het Parthenon opgegraven. In 1886 werd het bovenste deel van de korè ten westen van het Erechtheion ontdekt in de zogenaamde Perserschutt (Perzenpuin), de plek waar veel beelden werden begraven na de verwoesting van de Akropolis door de Perzen in 480 v.Chr. Het gezicht van het beeld is beschadigd, met name de neus. De rechteronderarm is verloren gegaan, net als het voorste gedeelte van de voeten op de plint.
Tijdens de opgravingen in de Perserschutt werden ook fragmenten van een marmeren basis gevonden in de vorm van een kapiteel. De classicus Franz Studniczka was de eerste die een verband legde tussen deze basis en de gevonden beeldfragmenten. Deze conclusie wordt over het algemeen geaccepteerd, hoewel er nog steeds enkele geleerden zijn die hieraan twijfelen.
Een inscriptie op de basis noemt de donor Nearchos en de beeldhouwer Antenor. 
Oudgrieks:
Νέαρχος ἀνέθεκεν̣ [ℎο κεραμε]- 
 ὺς ἔργον ἀπαρχὲν τ̣ἀθ[εναίαι]. 
 Ἀντένορ ἐπ[οίεσεν ℎ]- 
ο Εὐμάρος τ[ὸ ἄγαλμα]
Nederlandse vertaling:
Nearchos heeft dit gewijd. De pottenbakker organiseerde het werk in Athene. 
 Antenor, de zoon van Eumares, maakte het beeld.
Het bewaard gebleven woordeinde ὺς aan het begin van de tweede regel wordt algemeen aangevuld tot κεραμεύς, wat pottenbakker betekent. De donor wordt doorgaans geïdentificeerd met de bekende pottenbakker Nearchos uit het tweede kwart van de zesde eeuw v.Chr., of met een andere, onbekende pottenbakker met dezelfde naam, mogelijk een familielid van de bekende Nearchos. Er is wel eens getwijfeld of een eenvoudige ambachtsman zo'n kostbaar votiefbeeld kon schenken. In die tijd was het echter zeker mogelijk om een aanzienlijk vermogen te verwerven door ambachtelijk werk. Er zijn andere votiefgeschenken van pottenbakkers en vazenschilders bekend van de Akropolis.

## Voorstelling
De Antenorkorè heeft borstlang haar, waarvan delen verloren zijn gegaan. Aan de voorkant is het in strakke krullen weergegeven, terwijl de rest in lokken over de schouders en de rug valt, waarbij het zich naar buiten toe lijkt te verspreiden. In het haar draagt het meisje een diadeem, waarop ooit bronzen versieringen zaten, mogelijk bloemen. Om haar arm zit een armband.
Net als andere archaïsche korai is het beeld frontaal gericht. Het meisje draagt een chiton en een himation. De himation is over de linkerarm gedrapeerd en lijkt aan de bovenkant vastgezet te zijn met fibulae (spelden), waarna het in boogvormige plooien naar beneden valt. Met haar linkerhand houdt de korè de chiton omhoog, waardoor karakteristieke draperingen ontstaan. De kleding was oorspronkelijk rijk beschilderd met rozetten en meanders.
Opvallend zijn de lege oogkassen. Deze waren oorspronkelijk waarschijnlijk ingelegd met een ander materiaal, vermoedelijk glas. Dit was een relatief zeldzame techniek voor marmeren beelden uit deze periode. De bronzen pin die uit haar hoofd steekt, hield mogelijk een helm op zijn plaats. Dit zou verklaren waarom de bovenkant van het hoofd niet is afgewerkt. In dat geval zou het beeld een voorstelling van de godin Athena kunnen zijn en niet van een korè die een offergave aanbiedt.

## Afbeeldingen

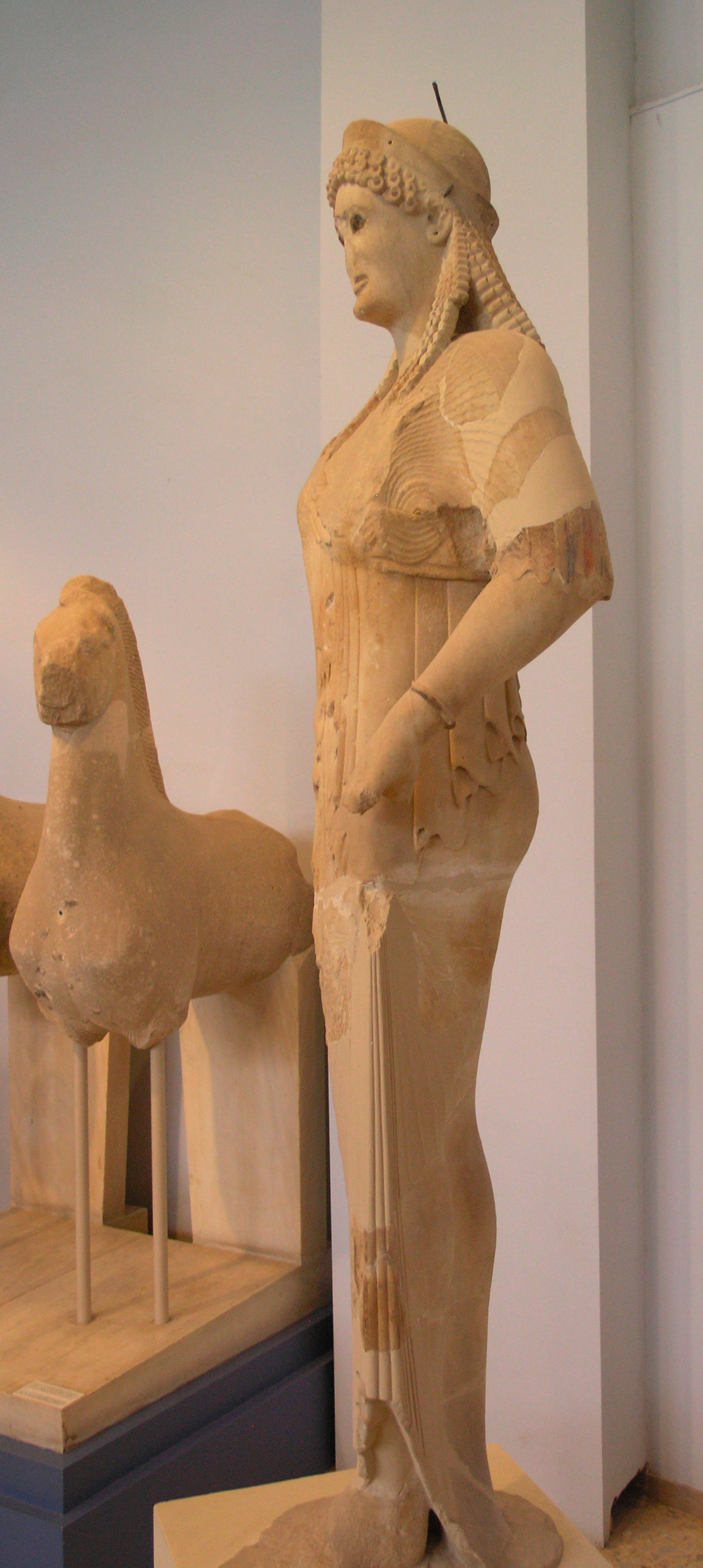
In profiel
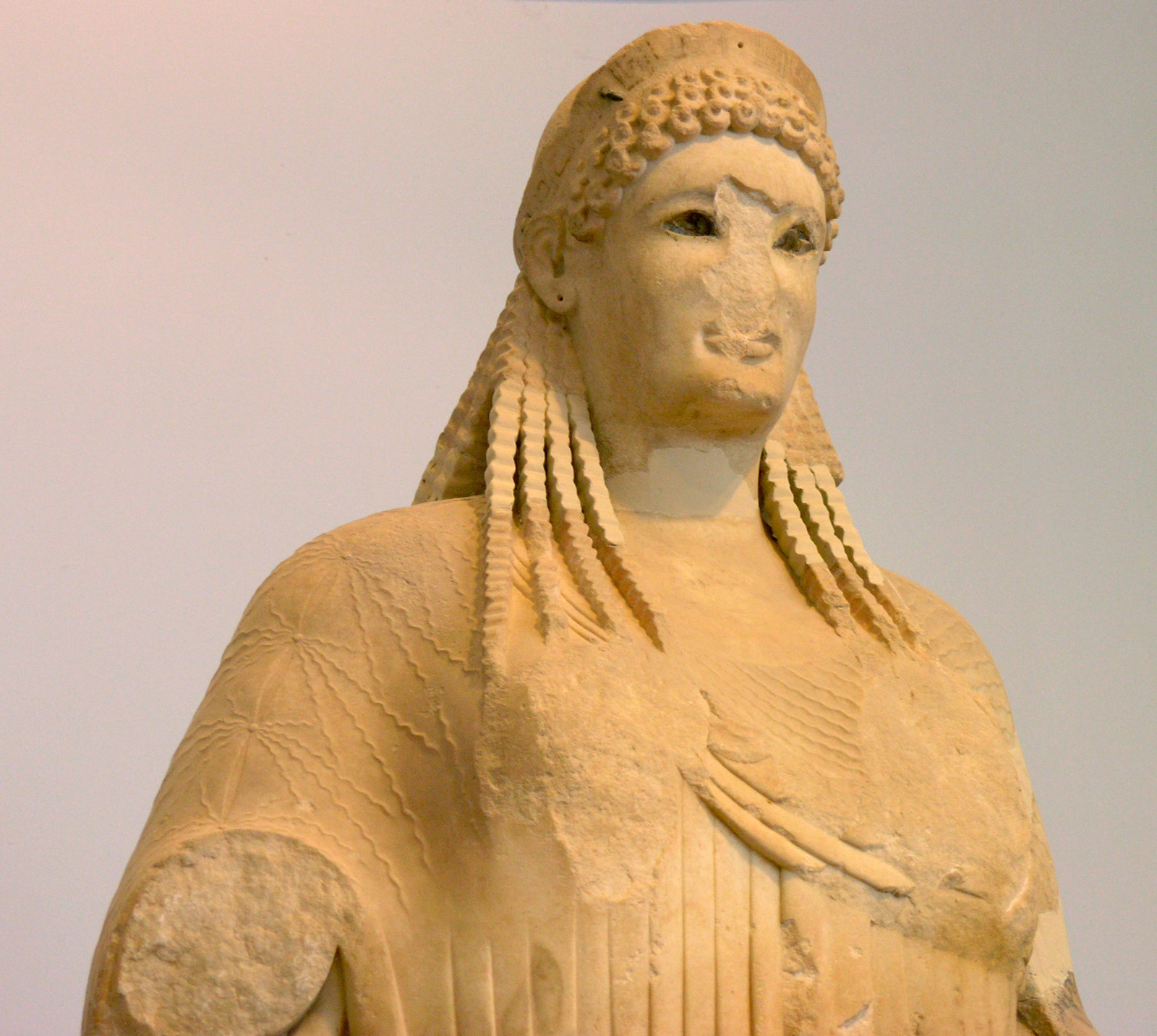
Detail